# St. Joseph County (Michigan)
St. Joseph County ist ein County im Bundesstaat Michigan der Vereinigten Staaten. Der Verwaltungssitz (County Seat) ist Centreville. Das U.S. Census Bureau hat bei der Volkszählung 2020 eine Einwohnerzahl von 60.939 ermittelt.

## Geographie
Das County liegt im Südwesten der Unteren Halbinsel von Michigan, grenzt im Süden an Indiana und hat eine Fläche von 1350 Quadratkilometern, wovon 45 Quadratkilometer Wasserfläche sind. Es grenzt in Michigan im Uhrzeigersinn an folgende Countys: Cass County, Kalamazoo County und Branch County.

## Geschichte
St. Joseph County wurde 1822 als Original-County aus freiem Territorium gegründet. Benannt wurde es nach dem Heiligen Joseph, dem Schutzpatron von Neufrankreich.
16 Bauwerke und Stätten des Countys sind im National Register of Historic Places eingetragen (Stand 28. Januar 2018).

## Demografische Daten

Alterspyramide des XX Countys (Stand: 2000)

Nach der Volkszählung im Jahr 2000 lebten im St. Joseph County 62.422 Menschen in 23.381 Haushalten und 16.600 Familien. Die Bevölkerungsdichte betrug 48 Einwohner pro Quadratkilometer. Ethnisch betrachtet setzte sich die Bevölkerung zusammen aus 93,49 Prozent Weißen, 2,58 Prozent Afroamerikanern, 0,38 Prozent amerikanischen Ureinwohnern, 0,58 Prozent Asiaten, 0,01 Prozent Bewohnern aus dem pazifischen Inselraum und 1,51 Prozent aus anderen ethnischen Gruppen; 1,46 Prozent stammten von zwei oder mehr Ethnien ab. 3,99 Prozent der Bevölkerung waren spanischer oder lateinamerikanischer Abstammung.
Von den 23.381 Haushalten hatten 34,1 Prozent Kinder unter 18 Jahren, die bei ihnen lebten. 55,9 Prozent waren verheiratete, zusammenlebende Paare, 10,4 Prozent waren allein erziehende Mütter und 29,0 Prozent waren keine Familien. 23,6 Prozent waren Singlehaushalte und in 10,1 Prozent lebten Menschen im Alter von 65 Jahren oder darüber. Die Durchschnittshaushaltsgröße betrug 2,63 und die durchschnittliche Familiengröße lag bei 3,09 Personen.
27,5 Prozent der Bevölkerung waren unter 18 Jahre alt. 8,9 Prozent zwischen 18 und 24 Jahre, 28,1 Prozent zwischen 25 und 44 Jahre, 22,5 Prozent zwischen 45 und 64 Jahre und 13,0 Prozent waren 65 Jahre oder älter. Das Durchschnittsalter betrug 36 Jahre. Auf 100 weibliche Personen kamen 97,7 männliche Personen. Auf 100 Frauen im Alter von 18 Jahren und darüber kamen statistisch 95 Männer.
Das jährliche Durchschnittseinkommen eines Haushalts betrug 40.355 USD, das Durchschnittseinkommen einer Familie 46.391 USD. Männer hatten ein Durchschnittseinkommen von 34.983 USD, Frauen 23.638 USD. Das Prokopfeinkommen betrug 18.247 USD. 8,2 Prozent der Familien und 11,3 Prozent der Bevölkerung lebten unterhalb der Armutsgrenze.